# El mañana nunca muere
Tomorrow Never Dies (en español El mañana nunca muere, conocida como 007: El mañana nunca muere en Hispanoamérica) es la decimoctava película de la serie de James Bond y segunda participación de Pierce Brosnan en el papel del agente 007. Ésta sigue a Bond mientras este intenta detener a un magnate de los medios que trama eventos mundiales para comenzar la Tercera Guerra Mundial, lo que le daría mucho rédito a su grupo editorial.
La película fue producida por Michael G. Wilson y Barbara Broccoli, y fue la primera película de James Bond hecha después de la muerte del productor Albert R. Broccoli, al que la película rinde homenaje en los créditos finales.

## Argumento
En la secuencia precréditos, el MI6 y el almirantazgo británico vigilan un mercado negro de armas estacionado en Siberia, Rusia. Desde una base gracias a una cámara espía observan cómo el llamado "tecnoterrorista" Henry Gupta (Ricky Jay) compra un decodificador satelital robado al gobierno estadounidense siendo identificado por Charles Robinson (Colin Salmon). El Almirante Roebuck (Geoffrey Palmer) contradiciendo las órdenes de M (Judi Dench) ordena a la fragata de guerra HMS Chester lanzar un misil para destruir al mercado negro, luego al darse cuenta de que había allí misiles atómicos ordena abortar el lanzamiento pero es demasiado tarde- el misil ya está fuera de alcance. James Bond (Pierce Brosnan) consigue trepar al avión que contenía los misiles atómicos (un L-39 Albatros) luego de desmayar a su copiloto. Bond destruye el mercado usando los cañones del avión de combate, pero Gupta escapa y el MI6 y el almirantazgo británico pierden contacto visual, con lo que no saben qué sucede con Bond. Éste despega, es perseguido por otro avión similar y debe resistir al copiloto de su nave, que se repone e intenta estrangularlo. Bond supera la situación lanzando al copiloto mediante el asiento expulsor y destruyendo el avión que lo perseguía, todo en el mismo acto, finalizando la escena con una comunicación por radio donde pregunta "¿Dónde le dejo sus misiles?"
Más tarde, la fragata HMS Devonshire hace su recorrido en aguas cercanas al mar de China siendo hostigada por aviones MIG chinos que piden llevar el barco a puerto chino a lo que la tripulación del barco responde defenderse estando en aguas internacionales. Gupta usa el codificador para usar el satélite del Carver Media Global Network (CMGN) y manipular el satélite americano para modificar el rumbo del barco. El hundimiento de la fragata británica Devonshire por un misil de taladro lanzado por un barco invisible al radar junto a la destrucción de uno de los MIG chinos en aguas próximas a China así como el asesinato de los sobrevivientes del naufragio por parte del ejército privado del señor Elliot Carver (Jonathan Pryce), crea un estado de tensión entre Gran Bretaña y China, que están próximas a declararse la guerra. Carver busca crear noticias para que su nueva cadena de noticias sea la primera en "documentar" el hecho y así ganar audiencia. Carver, al enterarse de que su ejército privado cumplió su tarea le pide a sus demás secuaces seguir manipulando medios para seguir ganando popularidad: por ejemplo vender software con virus para que así el público compre el antivirus del mismo Carver; o la divulgación de un vídeo del presidente de Estados Unidos con su amante, si este no derogaba la ley que subía las tarifas de TV por cable. Para Carver "no hay mejor noticia que una mala noticia".
Bond, estando en Oxford en un momento romántico con su profesora de danés Inga Bergstrom (Cecilie Thomsen) es alertado de la situación y llega al Ministerio de Defensa donde muestra que el periódico Tomorrow, propiedad de Carver, había documentado los hechos en su primera plana. El Almirante Roebuck pide una acción inmediata armada mientras que M pide tiempo para investigar. El ministro de Defensa (Julian Fellowes) da la orden a M de investigar el asunto por 48 horas antes de la llegada de la flota británica para responder ante el supuesto ataque chino. Bond advierte que el periódico estaba enterado antes que las autoridades y M por su parte, que los satélites de Carver habían dado la señal del desvío del barco pero sin decirle al ministro. M envía a 007 a Hamburgo, Alemania, para investigar a Carver en una fiesta dada por la inauguración de su cadena de noticias, a la vez que le pide seducir a Paris Carver (Teri Hatcher), esposa del magnate, que una vez tuvo un romance con Bond. 
Una vez llegado a Hamburgo Q (Desmond Llewelyn) da nuevos gadgets a Bond: un automóvil BMW y un celular Ericsson que puede conducir por control remoto el automóvil, detector de huellas digitales, llave maestra y un destructor de cerraduras. Como siempre, le pide que devuelva el equipo "en óptimo estado"... y también cierra con el clásico "Madura, 007"
Bond llega a la fiesta haciéndose pasar por banquero. Luego de darle una buena impresión al villano, Bond busca a Paris, quien lo recibe mal pero deciden hacer las paces. En la misma fiesta conoce a Wai Lin (Michelle Yeoh), una periodista china. Carver, al sospechar de Bond luego de que este le lanzara indirectas sobre los sucesos entre China y el Reino Unido, ordena a su mano derecha Stamper (Götz Otto) que se deshaga del agente. Este logra neutralizar a los sicarios de Carver y le corta la luz interrumpiendo su discurso inaugural televisado en el cual hipócritamente se ofrecía como mediador en el conflicto chino-británico. Paris sabe que fue Bond pero lo niega ante su esposo, y afirma que conoce al agente pero como viejo amigo de Zúrich. Ella va al hotel Athlantic, donde se hospeda 007 y tiene sexo con él, enterrando su antiguo rencor hacia el agente, Paris le dice sobre un sótano secreto que su esposo tiene en su imprenta para que lo investigue pero rechaza ayuda de Bond quien ofrece sacarla del país, mientras Gupta -quien trabajaba para Carver- descubre junto a su jefe que Bond es un agente británico al leer su documentación y al saber de la antigua relación de Paris (viendo las cámaras de seguridad de la fiesta) el villano ordena la muerte de su esposa. 
Al día siguiente Bond va al sótano secreto donde encuentra y roba el codificador que Gupta compró y tras un ameno encuentro con Wai Lin escapa de los secuaces de Carver. Este luego llama a su teléfono diciendo que había robado dos pertenencias: el codificador y su mujer. Bond se dirige al hotel donde le tienen tendida una trampa, descubre a Paris muerta en su cama y ve que fue asesinada por el Dr. Kaufman (Vincent Schiavelli) un forense y asesino al servicio de Carver quien también intenta asesinar a Bond, a la vez manipulando la información afirmando que Bond había cometido el asesinato y posteriormente se había suicidado. Mientras, los secuaces de Stamper intentan fallidamente recuperar el codificador en el auto de Bond (que estaba blindado). Stamper le pide a Kaufman que obligue a Bond a abrir el carro con el teléfono, Bond le da el teléfono al asesino dándole la codificación para el destructor de cerraduras haciéndole creer el abrir el coche. Electrocutado y débil, Kaufman pide piedad a 007 quien luego lo mata. Bond escapa hacia el garaje del hotel donde conduce el vehículo por control remoto con su teléfono, usa todos los gadgets (misiles, tachuelas, llantas reinflables y una minisierra) del auto contra los sicarios de Stamper y logra coger el codificador antes de estrellar el coche en una agencia de alquiler de vehículos Avis. 
Al día siguiente, Bond se encuentra con su colega y amigo Jack Wade (Joe Don Baker) quien recibe el codificador confirmando que el barco fue desviado de su ruta y su hundimiento se dio en aguas de Vietnam. Tras hacer un salto mortal en paracaídas, Bond llega al hundido Devonshire donde descubre que uno de los misiles fue robado y tiene otro encuentro con Wai Lin y con ello Bond descubre que ella es agente, ambos quedan atrapados en el cuarto debido a un desnivel de tierra donde naufragó el barco por lo que salen a través de una escotilla. Al salir a la superficie son capturados por Stamper. 
Más tarde son llevados a un edificio de Carver en Saigón, Vietnam donde Bond confirma que Carver está detrás del incidente en el sudoeste asiático, asociado con el general Chang (Philip Kwok) y además de redactar anticipadamente las muertes de Bond y Wai Lin además de mostrarles la inminencia del conflicto publicado no solo en el diario de Carver sino en otros medios. Carver ordena a Stamper matarlos a ambos con tortura Chakra y abandona el lugar acompañado de Gupta, pero Bond aprovecha un descuido y junto con Wai Lin enfrentan a los sicarios de Carver y escapan en una gran persecución en moto a través de las calles de Saigón donde complicadamente esposados cambian de posición al hacerle frente a los sicarios de Carver. La acción llega a los tejados donde confrontan a más sicarios pero que van en helicóptero Tras liberarse de éstos en un pequeño barrio popular arrojando un tendedero al helicóptero y provocando que se estrelle, llegan a un pequeño cuartel que la agente tiene en una humilde casa vietnamita, ambos enfrentan sicarios enviados presuntamente por el general Chang y Carver (donde Wai Lin muestra gran habilidad en artes marciales). Wai Lin advierte que Carver presuntamente había robado material stealth, gracias al general Chang, y Bond intuye que ese material había sido empleado para crear un barco stealth con el que Carver provocó el conflicto, aunque ella al principio se muestra renuente a aliarse con Bond creyendo que su misión era una venganza hacia la muerte de Paris y al lograr una posible ubicación de la nave de Carver alertan a sus respectivos gobiernos.
Se arman con los mejores gadgets y armas (Bond aprovecha para conseguir la Nueva Walther P99 que le pidió a "Q"), se dirigen a un pequeño pueblo pesquero luego de investigar los puertos bajo el mando del General Chang. Ambos son llevados en un junco que los acerca a la posible ubicación del barco y siguen en bote. Cerca de allí, descubren cómo desde una embarcación capaz de escapar a los radares militares más sofisticados, se pretende lanzar un misil nuclear (robado al 'Devonshire') de propiedad británica sobre Pekín (China), y dar comienzo quizás a la III Guerra Mundial. Al ser descubiertos poniendo cargas explosivas en el barco, Bond se escabulle fingiendo su muerte y Wai Lin es capturada. M es alertada de la situación gracias a Bond quien reporta a Roebuck, quien a su vez envía la orden de buscar el barco stealth. Carver le dice a Wai Lin que además de provocar la guerra lanzaría el misil hacia Pekín para convertir al General Chang en un héroe que negociaría la paz con Gran Bretaña y le daría el poder, y a cambio Carver conseguiría los derechos de transmisión en China (único país donde no tenía tal derecho). En una difícil operación Bond destruye parcialmente el navío lo que hace que las armadas china y británica lo descubran y libera a su compañera a la vez que Carver asesina a Gupta. Ambos agentes matan a varios sicarios de Carver y hacen detener la nave que es bombardeada por la armada británica con el permiso de la armada china (ambas sabiendo de los planes de Carver). Bond asesina a Carver con su propio misil de taladro y Stamper usa a Wai Lin como rehén y la arroja al mar para luego intentar matar a Bond como venganza por Kaufman (a quien veía como un padre) y por Carver, pero Bond hace que el villano se hunda con la nave, con el misil y con las cargas explosivas puestas por Bond en el mismo y rescata a su compañera con quien tiene un tiempo de romance mientras el HMS 'Bedford' de la armada británica los busca.

## Reparto
| Personaje                       | Actor              |
| ------------------------------- | ------------------ |
| James Bond                      | Pierce Brosnan     |
| Elliot Carver                   | Jonathan Pryce     |
| Wai Lin                         | Michelle Yeoh      |
| M                               | Judi Dench         |
| Q                               | Desmond Llewelyn   |
| Miss Moneypenny                 | Samantha Bond      |
| Paris Carver                    | Teri Hatcher       |
| Henry Gupta                     | Ricky Jay          |
| Sr. Stamper                     | Götz Otto          |
| Jack Wade                       | Joe Don Baker      |
| Almirante Roebuck               | Geoffrey Palmer    |
| Dr. Kaufman                     | Vincent Schiavelli |
| Charles Robinson                | Colin Salmon       |
| Dr. Dave Greenwalt              | Colin Stanton      |
| General Bukharin                | Terence Rigby      |
| Tom Wallace                     | Michael G. Wilson  |
| Dependienta de Avis en Hamburgo | Sophie Schütt      |

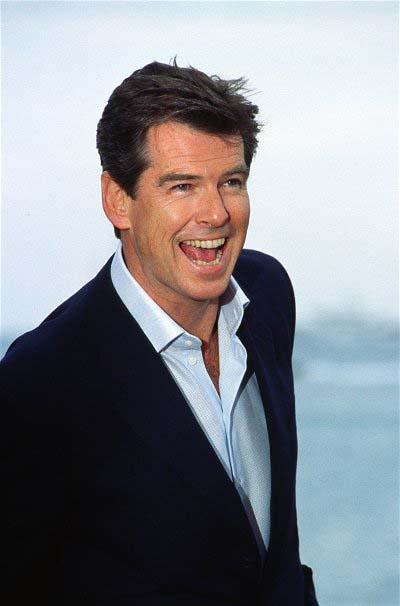
Pierce Brosnan
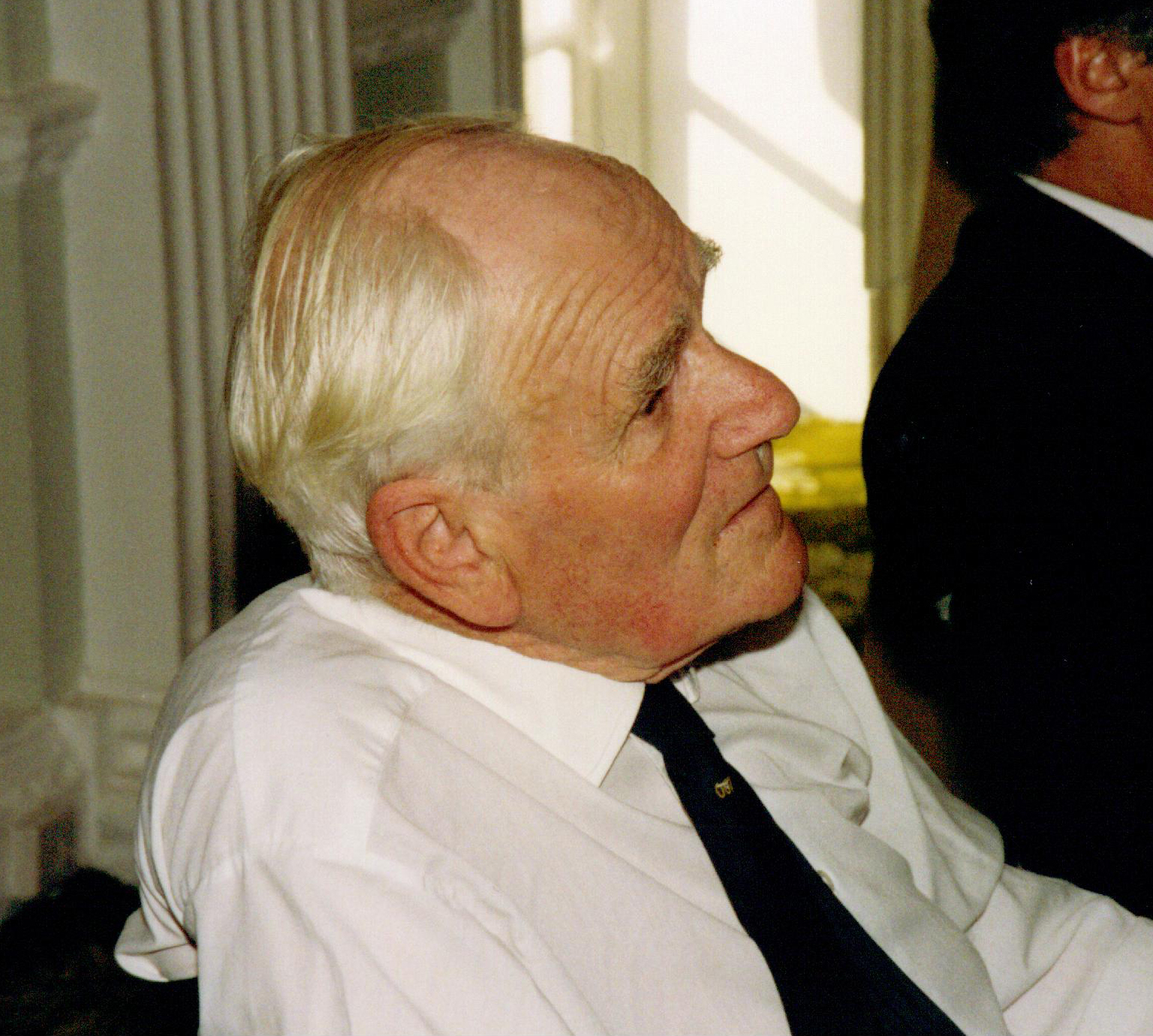
Desmond Llewelyn
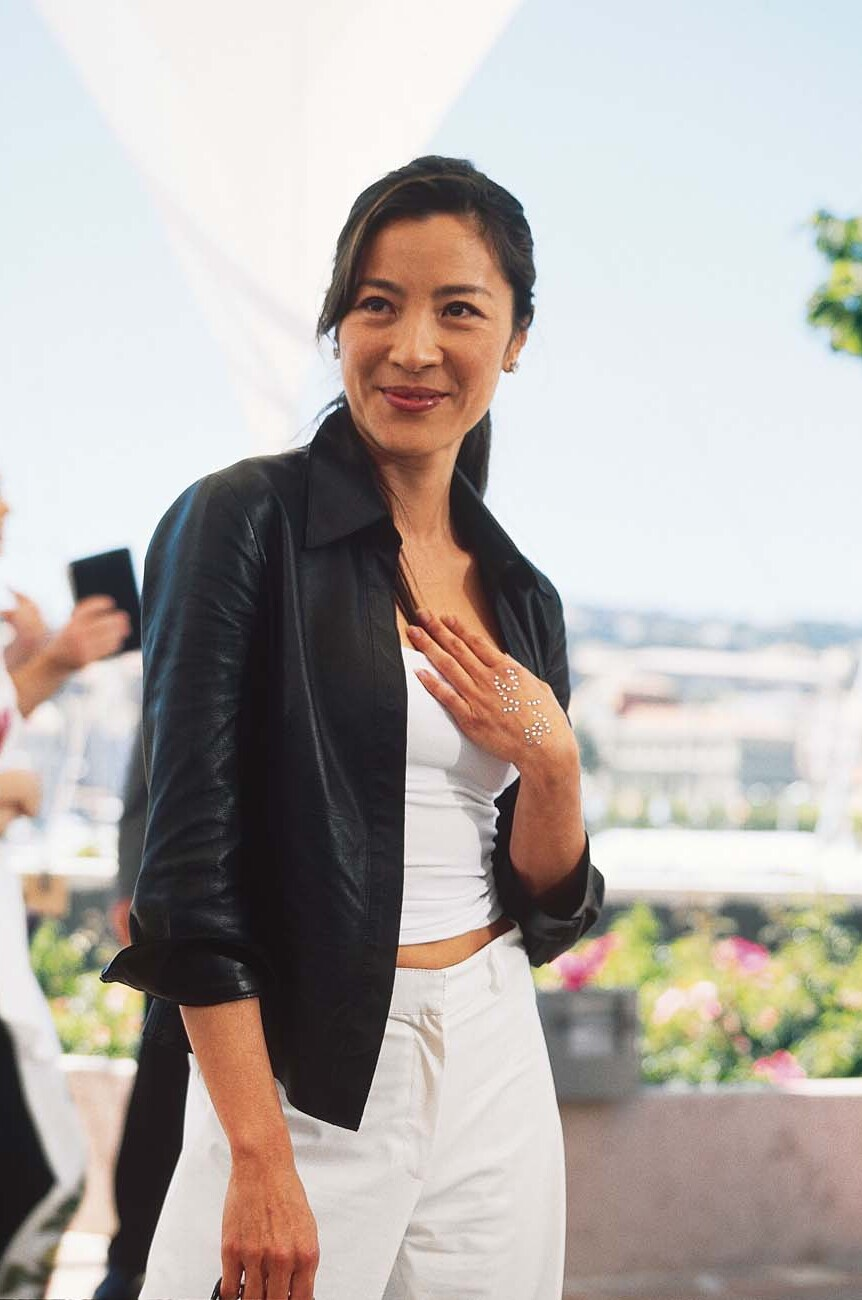
Michelle Yeoh
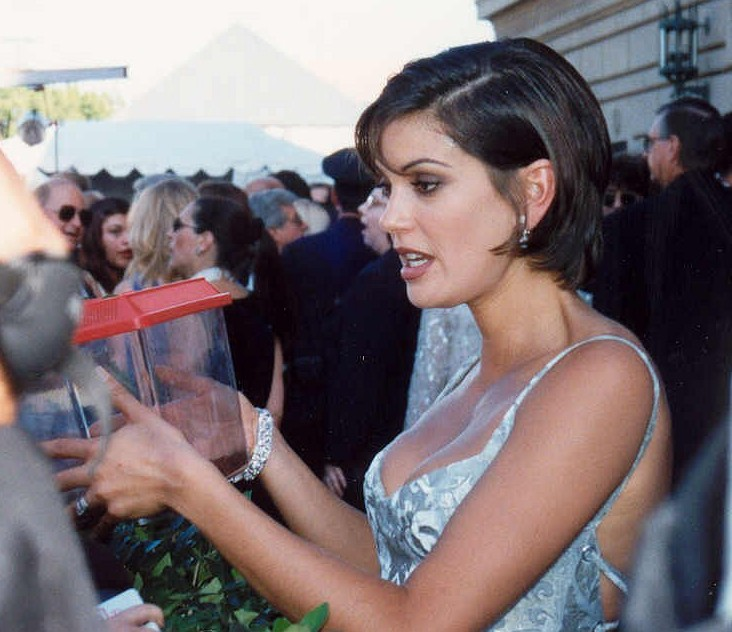
Teri Hatcher

## Equipo de producción
- Dirección: Roger Spottiswoode
- Producción: Michael G. Wilson, Barbara Broccoli
- Guion: Bruce Feirstein
- Fotografía: Robert Elswit
- Compositor: David Arnold

## Producción
Ubicaciones incluyeron Francia, Tailandia, Alemania, el Reino Unido y el Mar de la China Meridional. Al principio también se iba a rodar la película en Vietnam, pero el país canceló a última hora el permiso para rodar. Por ello se tuvo que trasladar el rodaje rápidamente a Tailandia.

## Recepción
Aunque El mañana nunca muere recaudó relativamente bien en taquilla, decepcionó frente a su predecesora, que cosechó casi lo mismo con casi la mitad de presupuesto. Obtuvo una nominación al Globo de Oro a pesar de críticas encontradas. Mientras que su taquilla doméstica sobrepasó a la de GoldenEye, fue la única película Bond de Pierce Brosnan que no abrió número uno en la taquilla; se inauguró el mismo día que Titanic.

## Premios

### BMI Film Music Awards
| Año  | Categoría          | Nominación                        | Resultado |
| ---- | ------------------ | --------------------------------- | --------- |
| 1998 | BMI Film/TV Awards | Tomorrow Never Dies- David Arnold | Ganador   |

### Golden Reel Awards Motion Picture Sound Editors
| Año  | Categoría                                  | Nominación                                                                                  | Resultado |
| ---- | ------------------------------------------ | ------------------------------------------------------------------------------------------- | --------- |
| 1997 | Best Sound Editing in Foreign Feature Film | Tomorrow Never Dies Supervising Sound Editor Martin Evans                                   | Ganadora  |
| 1997 | Best Sound Editing in Foreign Feature Film | Sound Effects Editors Peter Baldock Adrian Rhodes Peter D. Bond, MPSE Chip Paul Nigel Mills | Ganadora  |
| 1997 | Best Sound Editing in Foreign Feature Film | Dialogue Editors: John Cochrane Nigel Mills Foley Editors Peter Holt Christine Newell       | Ganadora  |
| 1997 | Best Sound Editing in Foreign Feature Film | ADR Editor John Ireland, MPSE                                                               | Ganadora  |

### Saturn Awards
| Año  | Categoría            | Nominación                         | Resultado |
| ---- | -------------------- | ---------------------------------- | --------- |
| 1997 | Best actor in a Film | Tomorrow Never Dies Pierce Brosnan | Ganador   |